# 弯果小檗
弯果小檗（学名：Berberis campylotropa）是小檗科小檗属的植物，是中国的特有植物。分布于中国大陆的西藏等地，生长于海拔3,700米的地区，多生长于山坡路边，目前尚未由人工引种栽培。